# Joram Lindenstrauss
Joram Lindenstrauss (em hebraico:  יורם לינדנשטראוס; Tel Aviv, 28 de outubro de 1936 — 29 de abril de 2012) foi um matemático israelense. Trabalhou com análise funcional.
Foi professor de matemática do Instituto Einstein de Matemática da Universidade Hebraica de Jerusalém.

## Obras
- Classical Banach spaces I (with Lior Tzafriri). Springer-Verlag, 1977.
- Classical Banach spaces II  (with Lior Tzafriri). Springer-Verlag, 1979.
- Banach spaces with a unique unconditional basis, up to permutation (with Jean Bourgain, Peter George Casazza, and Lior Tzafriri). Memoirs of the American Mathematical Society, vol 322. American Mathematical Society, 1985
- Geometric nonlinear functional analysis (with Yoav Benyamini). Colloquium publications, 48. American Mathematical Society, 2000.[2]
- Handbook of the geometry of Banach spaces (Edited, with William B. Johnson). Elsevier, Vol. 1 (2001), Vol. 2 (2003).